# サーハー航空
サーハー航空（ペルシア語: هواپیمایی ساها; Havāpeimāī-ye Sāhā）はイランのテヘランを拠点とする航空会社。3機のボーイング737による国内旅客便とボーイング747による不定期の貨物チャーター便を運航している。同社は1990年、イラン空軍の完全子会社の形で設立された。国内定期便はテヘランのメヘラーバード国際空港からのデイリー運航便を含むマシュハド、キーシュ島、アサールーイェへの便があり、またシーラーズへも定期的に飛来する。2013年5月に運行を停止。2017年よりボーイング737を使用して運行を再開した。

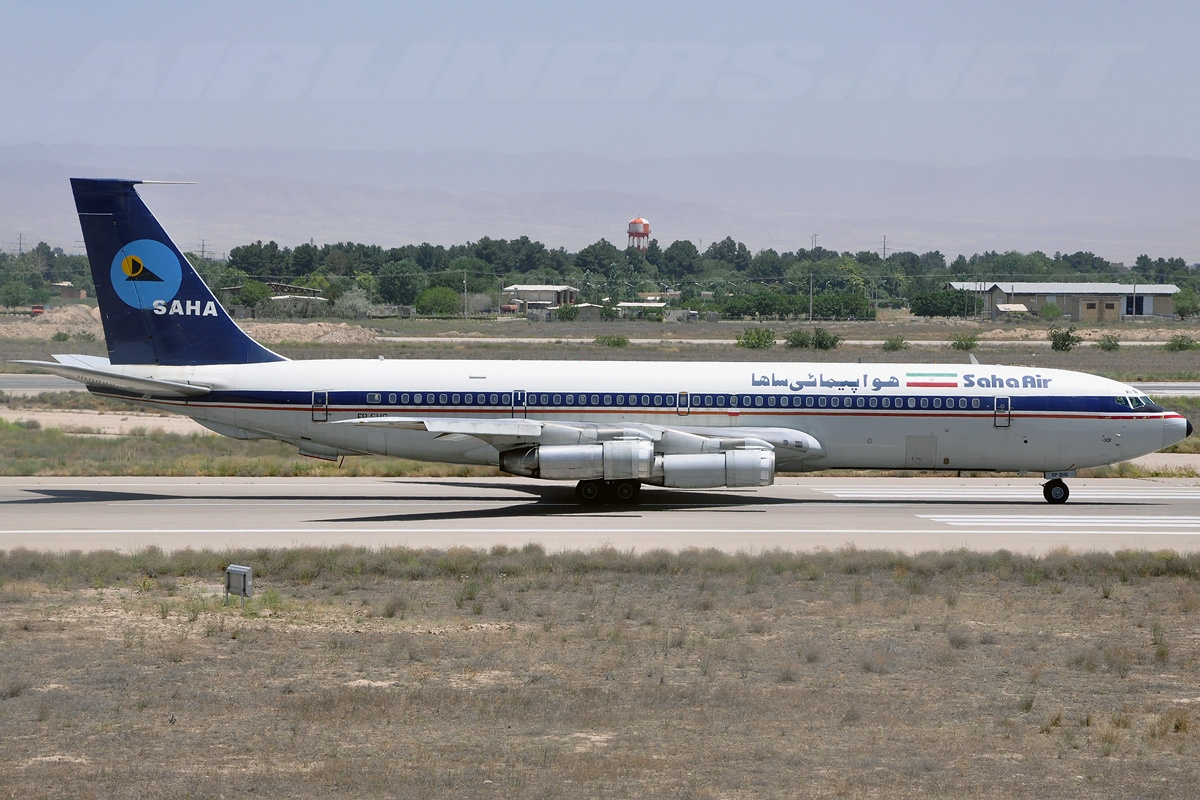
ボーイング707

サーハー航空は旅客運送でボーイング707を運航する世界最後の航空会社として著名であった。これらの707は以前に空中給油機であったもので引き渡しは1976年。1979年以降、アメリカ合衆国による経済制裁でイランが新機材の購入ができなかったため旅客運送に転用された。アメリカ国民を含む航空ファンが、アンティークかつ良好に維持された707で飛ぶため、定期的に「巡礼」に訪れており、これには企画ツアーによるものも含まれる。軍用機として運用された前歴のため、これら707は散発的な作戦行動のほかは待機している時間が長く、航空会社での機体の飛行時間はそれぞれ約25,000時間程度で非常に少ない。これはサーハー航空の707がなおしばらくは飛行が可能であることを意味する（平均的なジェット機の機体寿命は100,000時間程度である）。
2008年、先述のものとは異なるイラン空軍の707が旅客用に転用され、EP-SHGとして登録された。これはイランでもっとも古い707であり、製造は1972年である（他のサーハー航空の707は1976年の引き渡し）。これはメヘラーバード国際空港にあるファジュル・アーシヤーン社でオーバーホール整備を受けるEP-SHVを代替するためであった。したがって2013年の運航停止時まで使用されていた707はEP-SHK、EP-SHU、EP-SHGの3機であった。

## 事故
- 2005年4月20日、サーハー航空のボーイング707-300型機がテヘランのメヘラーバード国際空港への着陸時オーバーラン事故を起こした。推奨速度よりも高速で着陸したことにより着陸装置が破損し、滑走路をオーバーランした。乗員12名乗客157名のうち乗客3名が事故により死亡。うち1人は、機体の一部が川に水没したため溺死した[1]。しかしながら、本事故はイランにおける707の旅客運送の終焉を示すものとはならず、飛行時間の短い707給油機が旅客用に転用されEP-SHKとして登録され、3機体制を補完した。

- 2019年1月14日、マナス国際空港発パヤム国際空港（英語版）行きの国際貨物便（機材はボーイング707-3J9C）が、アルボルズ州のファス空軍基地へ緊急着陸を行った。この際、機体は滑走路をオーバーランし、住宅街に衝突。乗員16人中15人が死亡した。

## 機材
サーハー航空の機材は以下の通り（2017年現在）
- 3 ボーイング 737-300
- 2 ボーイング 747-200F